# Tihon al Moscovei
Tihon al Moscovei (n. 31 ianuarie 1865, Q4223840⁠(d), Toropets Uyezd⁠(d), RSFS Rusă, URSS – d. 7 aprilie 1925, Moscova, RSFS Rusă, URSS) a fost primul patriarh al Bisericii Ortodoxe Ruse de după Revoluția din Februarie și prăbușirea Imperiului Țarist.
În anul 1918 a fost de acord ca episcopii din Basarabia să decidă singuri sub ce formă și de care structură bisericească doresc să aparțină (deși nu există dovezi în acest sens). Presiunea autorităților române a dus la exilul arhiepiscopului Anastasie Gribanovski al Chișinăului și al celor doi episcopi vicari ai săi.
În anul 1921 a acordat același drept și Bisericii Ortodoxe Estoniene.
În 1922 patriarhul Tihon a fost arestat de autoritățile sovietice și suspendat din funcție. A fost eliberat în 1923, sub presiune externă.
A murit în 1925, probabil otrăvit.
În anul 1981 fost canonizat de Biserica Ortodoxă Rusă din afara Rusiei ca „mărturisitor al credinței”. Patriarhia Moscovei l-a canonizat de asemenea în 1989, act survenit pe fondul dezghețului relațiilor sovieto-americane în cadrul politicii de Glasnost (deschidere) promovată de Mihail Gorbaciov.